# گویش بختیاری

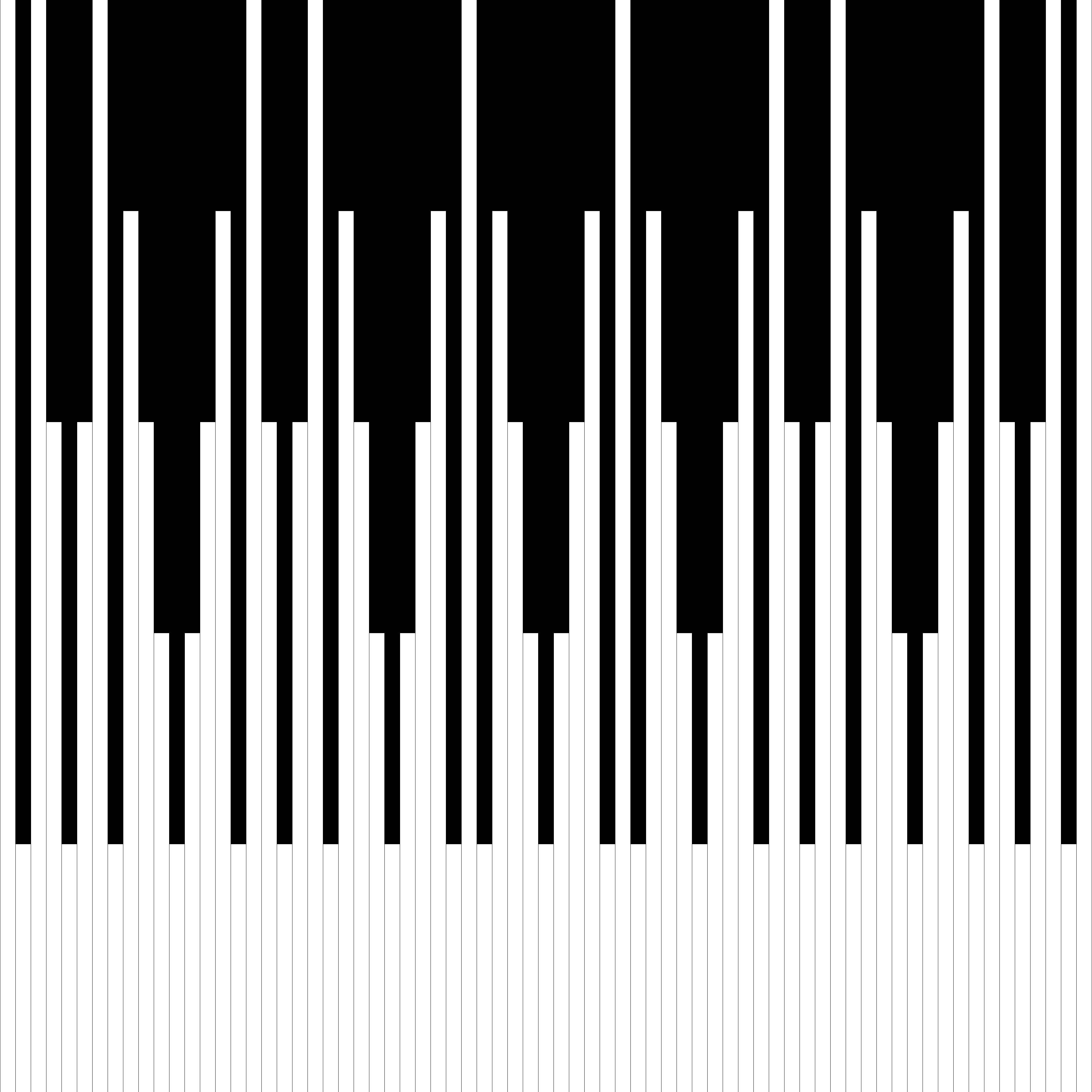

گویش بختیاری یا لری بختیاری یکی از گویش‌های زبان لری و در گروه زبانی زبان‌های جنوب غرب ایران می‌باشد. که توسط مردم بختیاری، که با عنوان «لر بزرگ» شناخته می‌شوند، بکار برده می‌شود. در تصویر زیر، جایگاه و دسته بندی این قوم بزرگ، در کنار اقوام و زیرشاخه‌های دیگر قوم بزرگ لر، مشاهده می‌شود: محل سکونت بختیاری‌ها سرزمین بختیاری نامیده می شد، که شامل شهرها و روستاهای زیادی در استان چهارمحال‌وبختیاری، در منطقه فریدن در اصفهان، و در خوزستان، منطقه‌ای در حدود ۷۵،۰۰۰ کیلومتر مربع، که از رودخانه دز، شوشتر و رامهرمز در غرب، تا داران و حومه شهرکرد در شرق، امتداد داشت.
گویش بختیاری (لری-بختیاری)، مانند زبان فارسی رسمی (معیار)، نواده‌ای از زبان‌های جنوب غرب ایران است. درحقیقت ریشه‌ی همه زبان‌های ایرانی، به پارسی میانه و از طریق پارسی میانه به پارسی باستان برمی‌گردد.
این گویش، هم به لری بالاگریوه‌ای و هم به لری جنوبی و لری شمالی (خرم‌آبادی) و هم به زبان لکی شباهت دارد. دانشنامه ایرانیکا گویش بختیاری و زیرشاخه‌های آن را به همراه گویش‌های بویراحمدی، کهگیلویه‌ای و ممسنی، دارای وجه اشتراک بسیار از نظر لغوی، مورفولوژی و ویژگی‌های واج‌شناسی دانسته و مجموعهٔ این گویش‌ها را به همراه گویش لری شمالی، از یک خانواده معرفی کرده است و بر تفاوت آن‌ها با کردی نیز اشاره کرده است.

## پراکندگی
بر اساس اطلاعات جسته و گریخته، می‌دانیم که بختیاری‌ها دست‌کم از دوره‌ی صفویه، بطورخاص، در میانه‌ و شرق و جنوب سرزمین‌های زاگرس و در استان‌های خوزستان، چهارمحال و بختیاری، اصفهان و لرستان زندگی کرده و می‌کنند. بختیاری‌‌ها ۷۵ درصد از جمعیت چهارمحال و بختیاری و طبق برآوردهای سال ۱۳۹۵، حدود ۲۰ درصد از جمعیت استان اصفهان را تشکیل می‌دهند و در کنار عرب‌ها، یکی از سه قوم بزرگ در استان خوزستان هستند.
| قومیت         | استان              | شهرستان‌های محل سکونت | پراکندگی |
| ------------- | ------------------ | --- | -------- |
| لرهای بختیاری | خوزستان            | دزفول، شوشتر مسجدسلیمان، لالی، اندیکا، هفتگل، ایذه، باغملک، رامهرمز، اهواز، هندیجان آبادان، دژپارت، هفتکل. لالی، گتوند،صیدون، امیدیه، آغاجاری، بهبهان، ماهشهر، شوش، اندیمشک |          |
| لرهای بختیاری | چهارمحال و بختیاری | تمام استان به جز سامان |          |
| لرهای بختیاری | لرستان             | دورود، الیگودرز، ازنا |          |
| لرهای بختیاری | مرکزی              | خمین، شازند |          |
| لرهای بختیاری | اصفهان             | شاهین شهر، فریدن؛ اصفهان، فولادشهر، سپاهان شهر؛ فریدونشهر، نجف آباد، چادگان، بویین میاندشت، زرین شهر، خمینی شهر؛ بهارستان                                                   |          |
| لرهای بختیاری | بوشهر              | جم، عسلویه |          |
| لرهای بختیاری | زنجان              | دهستان درسجین |          |

### بختیاری‌های اصفهان
بختیاری‌ها از دیر باز در استان اصفهان ساکن بوده‌اند. بر اساس برآوردهای رسمی در سال ۱۳۸۹، بختیاری‌ها حدود ۸ درصد جمعیت اصفهان را تشکیل می‌دادند که پس از آن، با رشد مهاجرت از خوزستان و چهارمحال و بختیاری به اصفهان، کارشناس‌ها تخمین می زنند که جمعیت بختیاری‌های اصفهان، از ۲۰٪ نیز عبور کرده است، که بیشتر در شهرهای شاهین‌شهر، فولادشهر، اصفهان و بهارستان ساکن هستند. در دورهٔ آماری ۱۳۸۵–۱۳۹۰، در حدود ۵۶٫۶ درصد مهاجرانی که استان چهارمحال و بختیاری را ترک کرده‌اند، مقصدشان استان اصفهان بوده است.

## گویش‌های لُری بختیاری

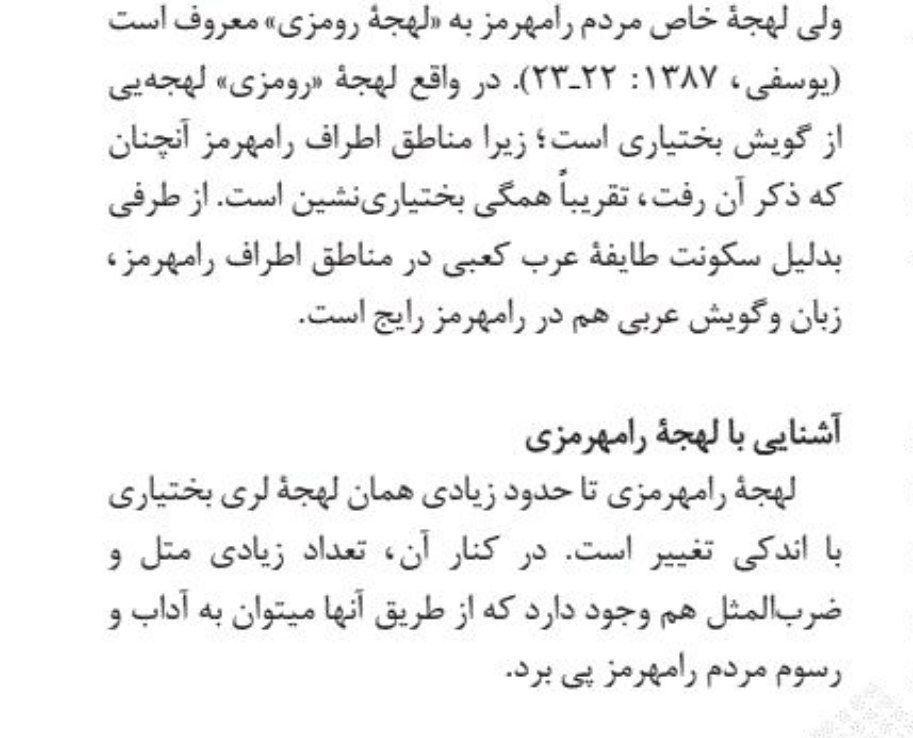

گویش لری رامهرمزی (رومزی) یکی از گویش‌های بختیاری است که توسط مردم رامهرمز و بیشتر روستاهای پیرامون آن بکارگرفته می‌شود. مردم این روستاها اغلب از قوم بختیاری چهارلنگ هستند.

## حروف ویژه در گویش لری بختیاری
در لری بختیاری حروفی وجود دارند که در فارسی معیار، تلفظ نمی‌شوند. بیشتر آن‌ها بازماندگان زبان پهلوی هستند.
ذال معجم: حرف «د» وقتی که پس از a,A،o,i،e,y بیاید به گونه‌ای دیگر تلفظ می‌شود («A» را «آ» فرض کنید و «a» را «فتحه»)
تلفظ به این صورت است که قسمت زیرینِ نوکِ زبان با دندان‌های پیش فکِ زیرین مماس شده اما با دندان‌های پیش فک بالا تماس بسیار نامحسوس است. اما «د» پس از صامت‌ها به همان صورت معمول تلفظ می‌شود.
هاء میان تهی: گونه‌ای «هـ» است که با تلفظی نرمتر از «هـ» تلفظ می‌شود. مانند پهل (pohl) به معنی پُل
واو غنه: کلمهٔ «نو» در فارسی رایج به‌طور تقریبی با واو غنه تلفظ می‌شود. در گویش لری بختیاری برخی کلمات با این واو تلفظ می‌شوند. مانند nuň (یعنی نان)
انیگما: در گویش بختیاری از زبان لری مانند سایر گویش‌های این زبان هرگاه حرف نون و گاف پشت سر یک دیگر بیایند به صورت انیگما تلفظ می‌شوند
مانندِ dańg یعنی موسیقی
واو لب غنچه‌ای: به صورت دابلیو تلفظ می‌شود
مانندِ wast یعنی افتاد
ترکیب aow: مانندِ shaow یعنی شب یا aftaow یعنی خورشید

## دربارهٔ گویش بختیاری
گویش بختیاری، در گذر زمان، به جهت استفاده از آواهای متفاوت در استفاده از این گویش در مناطق مختلف، در قالب لهجه‌های مختلف، انتشار یافته است، که در بیشتر موارد، تفاوت‌های این لهجه‌ها، در استفاده‌ی متفاوت از فتحه‌ها و کسره‌ها می‌باشد.
راولینسون در سفرنامه خود می‌نویسد:
تاکنون این گویشهای رایج در منطقه زاگرس را بازمانده زبان پارسی میانه می‌دانستند ولی به نظر می‌رسد زبان لری از پارسی باستان مشتق شده است که همزمان با زبان پهلوی به صورت جداگانه با آن تکلم می‌شده است
محسن فارسانی، در مقدمه دیوان ملا زلفعلی بختیاری، این گویش را برگرفته‌ای نزدیک از زبان پهلوی می‌داند و درباره آن می‌نویسد:

خاک این منطقه به لحاظ کوهستانی بودن از هجوم اقوام بیگانه مصون مانده و گویش آنان کمتر با زبان ترکی و عربی مخلوط شده است.

## واژگان
در این جدول، A صدای آ، ou صدای او و ee صدای ایی می‌دهد.
| بختیاری            | تلفظ              | فارسی              |
| ------------------ | ----------------- | ------------------ |
| پاپا،              | Papa              | پدر بزرگ           |
| دَدِه                | datheh            | خواهر              |
| دا/دآیه            | Dâ/Dâyah          | مادر               |
| دآولو              | Dâwlu             | مادربزرگ           |
| تاتِه/تاتَه          | Tâteh/Tâtah       | عمو                |
| دالو               | DAlou             | مادربزرگ، پیرزن    |
| بوه/بَو/بئو         | Baveh/Ba-ou/Be-ou | پدر                |
| گَیه/گگه/گوو        | Gayh/Gage/Gavoo   | برادر              |
| کُر/کوئَک            | Kor/Koak          | پسر                |
| _دُهدَر              | Doh_thar          | دختر               |
| بِتی / بِتِ           | Betie / Bete      | خاله               |
| کیچی/کِچی           | Kichie/Kechi      | عمه                |
| تاته زا            | Tâte-zâ           | عموزاده            |
| خورزا/دَدِه زا       | Khor-zâ/dadeh-zâ  | خواهرزاده          |
| خُرْزِمار             | Khor-zemâr        | پسرخاله و دخترخاله |
| هُمریش              | Hom-reesh         | باجناغ             |
| جُوِه/جِوه، جومه      | Joweh/Jeweh       | پیراهن،            |
| شُولار/شَولار        | Showlâr/Shawlâr   | شلوار، تنبان       |
| چُغا/بِنار           | Banar/Cho-ghâ     | تپه، سربالایی      |
| نِفت/نُفت/پِت         | Neft/Noft/pet     | دماغ               |
| به در/سَرا          | Be-dar/Sarâ       | بیرون              |
| حَوش/قِلا            | Hawsh/qela        | حیاط/خانه ویلایی   |
| بَرد                | Bard              | سنگ                |
| کِتو/سَی/گَمال        | Gamal/Ketow/Say   | سگ                 |
| گُلو/گُروِ            | Gorva/Golow       | گربه               |
| اَرس/هرس            | Ars/Hars          | اشک                |
| تُل                 | tol               | پیشونی             |
| چناوِه/کاوَر         | kavar/chanaveh    | چانه               |
| بَق/بَک              | Bagh/Bak          | قورباغه            |
| گژدین/دِمِرکول       | damarcol/Gazh-din | عقرب               |
| گادین              | Ga-din            | عقرب               |
| تَش تَش              | Tash-tash         | هزارپا             |
| گِرگِراک             | GargerAk          | مارمولک بزرگ       |
| هالو               | HAlou             | دایی               |
| دیلَخ/دیلق/تَش/آگِر   | Agar/Dilagh/Tash  | آتش                |
| سُز                 | Sawz/Sowz         | سبز                |
| حونِه/هُوَه/مالگَ      | Malga/Huneh/Howah | خانه               |
| کِئو                | Ka_woo            | بنفش               |
| سُر                 | Sor               | سرخ، قرمز          |
| اِسپی               | Espy              | سفید               |
| شه/سه              | Shah/seh          | سیاه               |
| کِرژِلِنگ             | kerjeleng         | خرچنگ              |
| گالو، شون          | Galo              | چوپان              |
| دِوار، بهان         |                   | چادر               |
| مِل                 |                   | گردن               |
| برو/وارو/بَرزول_بَرز |                   | بالا               |
| بِلم/ولم/داوُ        |                   | پائین              |

## ضمیرها
ضمایر شخصی منفصل
مو/مُ (mo): من
تو (to): تو
هو/هُ (ho): او/آن
ایما (imâ): ما
ایسا (isâ) یا ایشا (iSha): شما
هونو/هُنُو (honow): آنها
ضمایر جمع
برای جمع در بختیاری از (ءل-al) ،(یَل-yal)، (گَل-gal)، (اون-un یا اُو-ow) و (آ-â) استفاده می‌شود.
- توجه: دربارهٔ جمع بستن کلمه‌ها گویش و زبان بختیاری به دو بخش تقسیم می‌شود یکی بختیاری‌های غربی (ساکن الیگودرز و دورود تا نزدیکی‌های لالی و سردشت و دزفول) برای جمع بستن بیشتر از «ان» که به صورت شکسته «اون-un» یا «اُو-ow» گفته می‌شود استفاده می‌کنند. اما سایر بختیاری‌ها از «یَل» برای نام‌های نر (مذکر) مانند کُریَل، و از «گَل» برای نام‌های ماده (مؤنث) مانند دُرگَل و زَنگَل استفاده می‌کنند و گاهی نیز برای برخی از کلمات از همان «ان» به شکل شکسته استفاده می‌کنند. مانند گامیشو (gâmishow) یا گامیشون (gâmishun)، قاطرو یا قاطرون، بُزون. نکته مهم دیگر اینکه گاهی نیز از همان «ان» با حذف «ن» برای جمع بستن استفاده می‌کنند. مانند مدادا، قاطراو غیره…

نمونه‌های بیشتر

ایرانیَل: ایرانیها
بُزگَل: بزها
سَیَّل: سگ‌ها
هُمسایَل: همسایه‌ها
جِغِلَل: پسر بچه‌ها
دآیَل: مادرها
میوآ: میوه‌ها
یُنُو (yonow): اینها
حَرگَل: خرها
بچی یل: بچه‌ها
زَنگَل: زن‌ها
پیایَل: مردان/مردها
گوسِندُو: گوسفندها
کاوویل: گوسفندها
ضمایر ملکی متصل

اُم (om-) تَوَرُم (tavarom) تبرم (تبر من)
اِت (et-) تَوَرِ ت (tavaret) تبرت
اِس (es-) یا (-esh) تَوَرِ س یا تَوَرِش(tavares) تبرش
اِمون (emun-) تَوَرِ مون (tavaremun) تبرمان
اِتون (etun-) تَوَرِ تون (tavaretun) تبرتان
اِسون (esun-) یا اِشون تَوَرِ سون (tavaresun) یا (tavareshoun)تبرشان
- توجه:البته در گفتار نون آخر حذف می‌شود. مثل: تَوَرِسو (tavaresow) یا تَوَرِمو (tavaremow).

اسامی مختوم به مصوت هنگام گرفتن ضمیر ملکی متصل تنها m یا t یا s یا mun یا tun یا sun می‌گیرد.
مثل:
دام (dâm) مادرم
داسون (ش) (dâsun) مادرشان
ضمایر اشاره

یو/یُ/هی (yo)/(hi): این
هو/هُ (ho): آن
یُنُو (yonow): اینها
یُنُو/یونُو (yonow): اینها
هُنُو/هونُو (honow): آنها

## زمان افعال
شناسه + بن مضارع
به‌طورمثال خَردَن (xarden) به معنی خوردن بن مضارعش «خور» (xor) است:
می‌خورم: خُرُم/خورُم (xo/xurom)
می‌خوری: خُری/خوری (xo/xuri)
می‌خورد: خُره/خوره (xo/xureh)
می‌خوریم: خُریم/خوریم (xo/xurim)
می‌خورید: خُرین/خورین (xo/xurin)
می‌خورند: خُرن/خورن (xo/xuren)
مضارع التزامی
- ساختار در فارسی: بـ + بن مضارع + شناسه «َم، ی، َد، یم، ید، َند» مثال: من بروم، تو بروی، او برود، ما برویم، شما بروید، آن‌ها بروند
- ساختار در لری: بن مضارع + شناسه «ُم، ی، ِه، یم، ین، ِن» مثال: (مو-مُ) رُم، تو ری، (هُ-هو) رِه، ایما ریم، ایسا رین، (هُنُو-هونُو) رِن

ماضی مطلق/ساده
ساختار فارسیبن ماضی + شناسه‌های ماضی مثال از مصدر دویدَن = دویدَن ــ (اَن): دوید فعل ماضی ساده: دویدم دویدی دوید دویدیم دویدید دویدند
ساختار لریبن ماضی + شناسه‌های ماضی مثال از مصدر دونیدِن = دَونیدِن ــ (اِن): دَونید فعل ماضی ساده: دَونیدُم/دَونیم/دَونی‌یُم دَونیدی/دَونی‌یی دَونید/دَونی دَونیدیم/دَونی‌ییم دَونیدید/دَونی‌یید دَونیدین/دَونی‌یین
گاهی د به صورت ی تلفظ می‌شود یا تلفظ نمی‌شود مانند حالت‌های ۲ و ۳ بالا

```
ماضی)
```

ماضی استمراری
ساختار: هُنِی + ماضی ساده
فارسی:می‌دویدم، بختیاری: هُنِی دَونیدُم
فارسی: می‌خوردند، بختیاری، هُنِی خُرِن
فارسی: می‌آیم/میام، بختیاری: هُنِی یآم
فارسی: می‌دویدن، بختیاری: هُنِی دَونیدِن
ماضی نقلی

e- + ماضی مطلق
خورده‌ام: خَردُمِه (xardome)
خورده‌ای: خَردیه (xardiye)
خورده است: خَردِه (xarde)
خورده‌ایم: خَردیمِه (xardime)
خورده‌اید: خَردینِه (xardine)
خورده‌اند: خَردِنِه (xardene)
ماضی بعید

مثل فارسی است فقط به جای 《بود》 از 《بید》 یا 《بی》 یا 《وی》 استفاده می‌شود؛ به‌طورمثال: خورده بودند = خَردِه بیدِن (xarde biden)
آینده

برای بیان زمان آینده به‌طورمعمول همان مضارع اخباری به کار می‌رود
نفی مضارع اخباری

نمی‌خورم: نی/نِخورُم (ni/nexorom)
نمی‌گویم: نی/نِگُم (ni/negom)
| لُری بَختیاری         | لُری بویِر اَحمدی     | لُری بالاگِریوِه‌ای    | معنی فارسی                   |
| ------------------- | ------------------ | ------------------ | ---------------------------- |
| دا، دآیَه            | دای، دِی            | دا                 | مادر                         |
| تاته                | تاتَه، عامو         | عامو، تاته         | عمو                          |
| کُر                  | کُر                 | کُر                 | پسر                          |
| تاته‌زا، عاموزا      | تاته‌زا، عاموزا     | عاموزا، تاته زا    | عموزاده                      |
| خورزا               | خرزا               | خُوَرزا              | خواهرزاده                    |
| چغا، بِنار           | تُل                 | کُن، چغا، بِنار      | تپه                          |
| بَرد، کُچُک            | برد، کچُک           | بَرد                | سنگ                          |
| اَرس                 | اَرس                | اَسِر                | اشک                          |
| آساره               | ستارَه              | آساره              | ستاره                        |
| ار                  | ار                 | اَ، اَر              | اگر                          |
| اراز                |                    | دق کِردِه، اراز      | دق کردن                      |
| لؤی                 | لوی                | لوی، شبر ژک        | شیر آغوز (زیک)               |
| آل                  | یال                | یال                | موجود افسانه‌ای در زاگرس - جن |
| آلشت                |                    | آلِشت               | عوض کردن                     |
| تَش، آگِر             | تَش                 | تَش                 | آتش، آگِر                     |
| آوریت               | وریتنایَن، وریتنادَن | پَره پوت، آوریت     | پرکندن مرغ                   |
| اُوِسن                | اوسَن               | اُوِس                | آبستن (حامله)                |
| بافه                | بافَه               | بافه               | دسته گندم                    |
| بِل                  | بِیل                | بِل                 | بگذار، اجازه بده یا بهل      |
| بل باریک، کعْد باریک | قَی باریک، قد باریک | قَ باریک            | کمر باریک                    |
| بُنگ، دُنگ            | بُنگ                | دَنگ، بُنگ           | صدا، بانگ                    |
| بندار               | سَرَبالِی             | بنار               | سربالایی                     |
| بور                 | بور                | بور                | زرد کمرنگ                    |
| بون                 | بالا               | بون                | بالا، پشت بام                |
| بئی                 | بویگ               | بِئی                | عروس                         |
| دِگِله، تییژه، پاتیل  | پاتیل              | دِگِله، تییژه، پاتیل | دیگ، دیگ مسی                 |
| پتی                 | پَتی                | پَتی                | خالی                         |
| پرس، چَمَر            |                    | پُرس، چَمَر           | عزاداری، عزا                 |
| پیا                 | پیا                | پیا                | مرد                          |
| تلنیدن              | تِلنایَن، تِلنادَن     | تلنیدن             | پایمال کردن                  |
| کِرژلنگ، کِرزلنگ      | کِرژلنگ، کِرزلنگ     | کِرژلنگ             |                              |
| دُز درو، چاو راو     | دز درو             | دِروو               | دروغ و ریا                   |
| چَرِه                 | چِرَه                | چَرِه                | پشم چینی چارپایان            |
| چَم                  | چَم                 | چَم                 | چمنزار و دره کنار رود        |
| چول                 | چول                | چول                | خراب و خالی از سکنه          |
| چولِه                | جیلَه، جولَه         | چولِه               | جوجه تیغی                    |
| دوقات               |                    | دو برابر           | دوبرابر                      |
| نُمزَد، نومزَد         | نومزا              | نومزَد، دسگیرو      | نامزد                        |
| دیس                 | ملوچ               | دیس                | چسبنده                       |
| هول                 |                    | هول                | ترس                          |
| لیژ                 |                    | لیژ                | سرا زیری                     |
| آو                  | آو                 | آو                 | آب                           |
| اِوارِه               | اِوارِه              | اِوارِه              | غروب                         |